# ISO 3166-2:EC
ISO 3166-2 – données pour l'Équateur.
- Sources des listes : IGN 1989, mise à jour BET 196 ; FIPS 10-4 ; http://www.inec.gov.ec/censoweb/Page_1/Pagina1.htm (2002-11-01)
- Sources des codes : EUROPLATE ; ISO 3166/MA
- Remarque : ordre de tri de l’espagnol { a–c, ch, d–l, ll, m–n, ñ, o–z }

## Mise à jour
- ISO 3166-2:2002-12-10 bulletin d’information n°4

## Provinces (24)es:provincia
| Code ISO 3166-2 | Province                       | Province |
| Code ISO 3166-2 | Nom espagnol                   |          |
| --------------- | ------------------------------ | -------- |
| EC-A            | Azuay                          |          |
| EC-B            | Bolívar                        |          |
| EC-F            | Cañar                          |          |
| EC-C            | Carchi                         |          |
| EC-X            | Cotopaxi                       |          |
| EC-H            | Chimborazo                     |          |
| EC-O            | El Oro                         |          |
| EC-E            | Esmeraldas                     |          |
| EC-W            | Galápagos                      |          |
| EC-G            | Guayas                         |          |
| EC-I            | Imbabura                       |          |
| EC-L            | Loja                           |          |
| EC-R            | Los Ríos                       |          |
| EC-M            | Manabí                         |          |
| EC-S            | Morona-Santiago                |          |
| EC-N            | Napo                           |          |
| EC-D            | Orellana                       |          |
| EC-Y            | Pastaza                        |          |
| EC-P            | Pichincha                      |          |
| EC-SE           | Santa Elena                    |          |
| EC-SD           | Santo Domingo de los Tsáchilas |          |
| EC-U            | Sucumbíos                      |          |
| EC-T            | Tungurahua                     |          |
| EC-Z            | Zamora-Chinchipe               |          |